# Albin Hoffmann (Politiker)
Hugo Albin Hoffmann (* 19. Oktober 1831 in Crispendorf; † 18. Januar 1894 in Greiz) war ein deutscher Pfarrer und Politiker.

## Leben
Hoffmann war der Sohn des begüterten Pfarrers Karl Christian Philipp Hoffmann in Crispendorf und dessen Ehefrau Karolina Marie Amalie geborene Geldern. Er war evangelisch-lutherischer Konfession und heiratete am 5. Juli 1892 in Neundorf bei Schleiz Sophie Elisabeth Pohl (* 4. April 1822 in Neundorf; † 24. Juli 1905 in Möschlitz), die Tochter des Einwohners Johann Gottlieb Pohl in Neundorf.
Hoffmann besuchte das Gymnasium Rutheneum in Schleiz und studierte danach Theologie in Leipzig und Jena. 1853 war er Informator auf Rittergut Sähle bei Lychen in der Uckermark. 1854 wurde er Lehrer an der „Harmonieschule“ in Greiz. 1852 bis 1872 war er Pfarrer in Crispendorf. Ab 1866 wurde er geistlicher Inspektor in Burgk. Am 3. März 1872 wurde er zum Archidiaconus und Konsistorialassessor und am 28. Mai 1877 zum Kirchenrat ernannt. 
Vom 7. Dezember 1874 bis zum 18. November 1875 war er (vom Fürsten ernannter) Abgeordneter im Greizer Landtag.